# Тигнал (Џорџија)
Тигнал (Џорџија) (енгл. Tignall) град је у америчкој савезној држави Џорџија. По попису становништва из 2010. у њему је живело 546 становника.

## Демографија
Према попису становништва из 2010. у граду је живело 546 становника, што је 107 (16,4%) становника мање него 2000. године.
| Група             | 2000.       | 2010.       |
| Белци             | 330 (50,5%) | 268 (49,1%) |
| Афроамериканци    | 297 (45,5%) | 271 (49,6%) |
| Азијати           | 0 (0,0%)    | 0 (0,0%)    |
| Хиспаноамериканци | 22 (3,4%)   | 7 (1,3%)    |
| Укупно            | 653         | 546         |